# Brigada
Una brigada es una unidad militar compuesta por dos o más regimientos o batallones, y otras unidades menores. Varias brigadas pueden unirse para formar una división. Cada brigada está formada por aproximadamente  entre 3000 y 7000 soldados.

## Historia
La denominación «brigada» ha sido usada para grupos de personas, militares y no militares, de distintas unidades. Su utilizacion para referir a una unidad militar de tamaño superior al de un regimiento fue iniciado por el rey Gustavo Adolfo el Grande de Suecia, cuando en 1628 organizó su infantería en compañías de 150 hombres; con cuatro compañías formando un batallón, ocho compañías formando un regimiento y tres regimientos formando una brigada; recibiendo cada una un estandarte de un color distinto. La agrupación de regimientos en brigadas permitía un empleo más ágil, flexible y adaptable a las circunstancias, a diferencia de las masas compactas de hombres utilizadas anteriormente.
En el siglo XVII, Turena, mariscal de Francia, introdujo la brigada a la organización militar francesa, pero en su organización una brigada estaba formada por dos regimientos, con cada regimiento compuesto por tres batallones. 
En 1748 Mauricio de Sajonia agrupó las brigadas en divisiones para crear una formación de mayores efectivos, con la que se pudo operar independientemente en las campañas. Originalmente, las brigadas estaban integradas por hombres de una sola arma, infantería o caballería, pero posteriormente se formaron también brigadas mixtas que incluían componentes de otras armas, como artillería e ingenieros. Inicialmente, las brigadas mixtas eran formaciones temporales, pero luego fueron establecidas como unidades permanentes. La organización en brigadas fue adoptada por ejércitos de otras naciones siguiendo los ejemplos sueco y francés. En aquellos casos en que la infantería se organizaba en batallones y no en regimientos, como en el caso de los cazadores, dos o tres batallones formaban una media brigada, y dos medias brigadas componían una brigada.

## Organización
Hoy en día, una brigada de infantería suele estar formada por un número de efectivos que suele oscilar entre 3000 a 5000 soldados (lo que es el equivalente moderno de la antigua legión), aunque el número de efectivos puede variar mucho entre ejércitos y en ciertas situaciones, como épocas de reclutamiento al alza o a la baja, bajas en operaciones militares e incluso en épocas de conflicto cuando se requiere más personal.    
El mando lo suele ostentar un general de brigada o un coronel, y para algunas fuerzas armadas esta es la unidad más exigente que se puede mandar, especialmente a partir de principios del siglo XXI, donde la tendencia en algunos ejércitos occidentales, como el español, era contar con unidades no excesivamente grandes, pero mucho más móviles, llegando incluso a descartar por un tiempo la división como organización permanente. Sin embargo, en algunos ejércitos de mayor tamaño que mantienen la estructura clásica, el grado de general de brigada se otorga a los oficiales en mando de una brigada independiente, mientras que el mando de las brigadas divisionarias está en manos de un coronel.

Organigrama de la brigada de infantería OTAN tipo 1959.

La composición de una brigada de infantería típica de la OTAN durante la Guerra Fría era:
- Compañía de cuartel general
- Tres batallones de infantería
- Batallón de carros de combate
- Escuadrón de reconocimiento
- Grupo de artillería de campaña
- Compañía contra carro
- Compañía de zapadores
- Compañía de transmisiones
- Batallón de servicios, compuesto por:[6]
  - Compañía de intendencia
  - Compañía de sanidad
  - Compañía de mantenimiento
  - Compañía de transporte automóvil

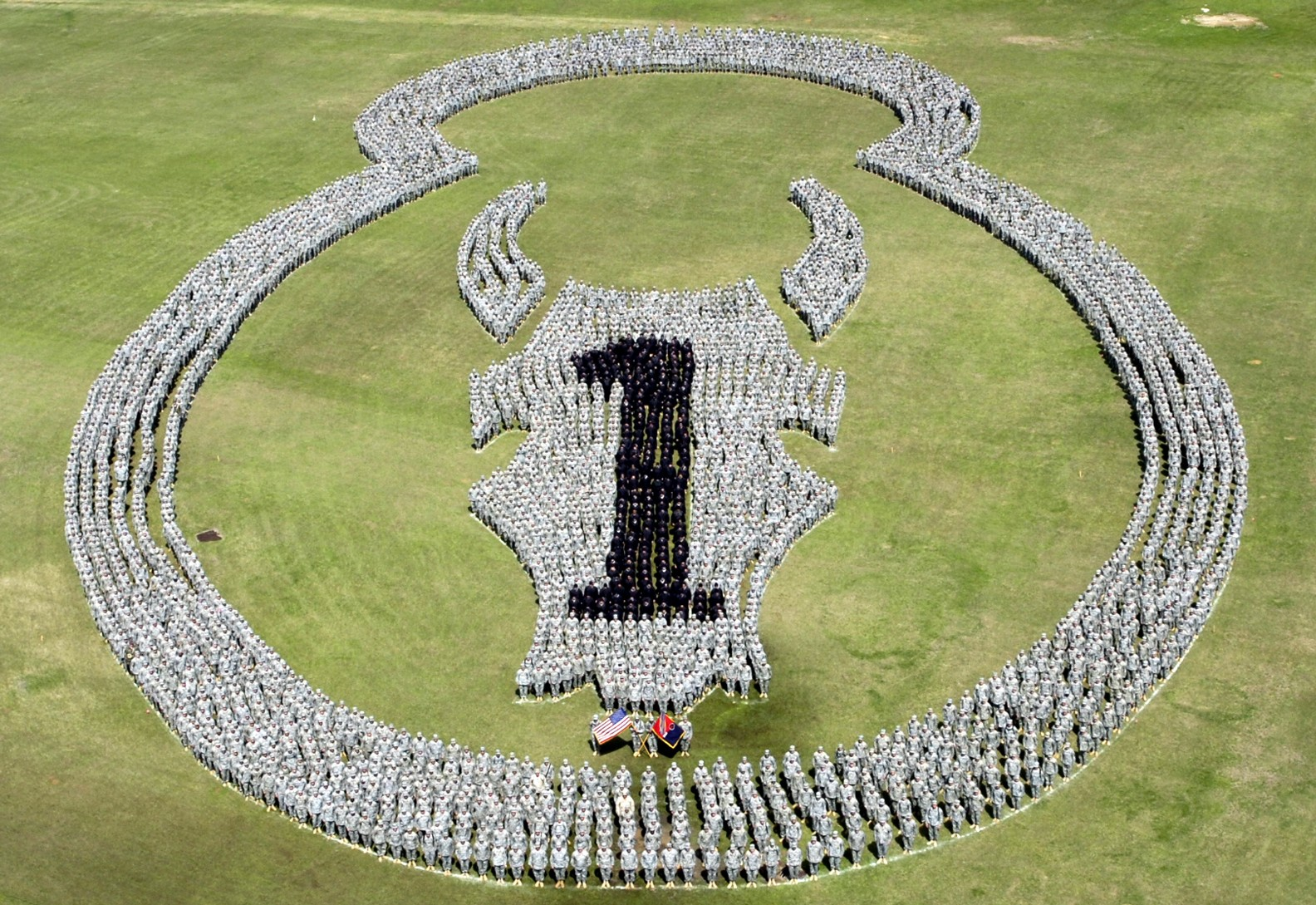
Más de 4000 miembros del 1.º Equipo de Combate de Brigada, 34.ª División de Infantería de los Estados Unidos, en formación artística durante una ceremonia.

Los efectivos totales de este tipo de formación eran de unos 4000 hombres. Las brigadas acorazadas solían tener dos batallones de carros y uno de infantería mecanizada en vez de los tres de infantería y el de carros, con las otras unidades de la brigada también mecanizadas o autopropulsadas para poder marchar al mismo ritmo. En el caso de la mayoría de los países europeos de la OTAN, las brigadas eran unidades administrativas y orgánicas con una composición permanente, mientras que las brigadas divisionarias estadounidenses se formaban según las necesidades operativas, agregando un número variable de unidades pequeñas a uno de los tres mandos de brigada de maniobra con los que contaba cada división. Durante la Guerra Fría, en el Ejército Soviético y en los ejércitos de otros países del Pacto de Varsovia que seguían su modelo, la gran unidad más común era la división —formada por regimientos— y solamente se usaba la organización al nivel de brigada en las tropas aerotransportadas, de infantería naval y de operaciones especiales, y en las brigadas de ejército de artillería, de ingenieros y de servicios. Tras la disolución de la Unión Soviética, el Ejército ruso ha recuperado la brigada como formación de maniobra para todo tipo de fuerzas. Por su parte, con la transformación del Ejército estadounidense en el siglo XXI, la brigada estadounidense se ha convertido en una unidad con una organización permanente, con el nombre de Equipo de Combate de Brigada, para facilitar la rotación de los despliegues expedicionarios durante conflictos de larga duración.

## Brigadas famosas
Una de las brigadas más famosas fue la Brigada Ligera, que luchó en la guerra de Crimea en 1854, la cual fue prácticamente exterminada por la artillería rusa cuando se lanzó a cumplir la negligente orden del oficial en jefe, James Thomas Brudenell, Lord Cardigan, calificado como uno de los peores generales de la historia. En la batalla de Balaclava los británicos perdieron el 85% de los efectivos de la unidad, causando un escaso daño al Ejército de Rusia, que los devastó con su artillería.
En la guerra civil española se destacaron brigadas como la XV Brigada Internacional (formada por ingleses y norteamericanos), a veces llamada "Brigada Lincoln", la 1.ª Brigada Mixta, o las Brigadas de Navarra.